# Vîșneakivka, Volodarsk-Volînskîi
Vîșneakivka (în ucraineană Вишняківка) este un sat în comuna Zubrînka din raionul Volodarsk-Volînskîi, regiunea Jîtomîr, Ucraina.

## Demografie
Componența lingvistică a localității Vîșneakivka
     Ucraineană (98,21%)
     Rusă (1,79%)
Conform recensământului din 2001, majoritatea populației localității Vîșneakivka era vorbitoare de ucraineană (98,21%), existând în minoritate și vorbitori de rusă (1,79%).